# Brad Delson
Bradford Phillip Delson, ameriški kitarist, * 1. december 1977, Agoura, Kalifornija, ZDA. 
Je glavni kitarist v skupini Linkin Park.

## Zgodnje življenje in kariera
Rojen je v Los Angelesu, v Kaliforniji. Leta 1996 je maturiral iz srednje šole in ustanovil skupino Xero z Mikeom Shinodo, katera je kasneje postala Linkin Park. Obiskoval je in diplomiral v Kalifornijski univerzi, a se ni odločil za poklic pravnika, da bi nadaljeval kariero z Linkin Park. Preden je ustanovil Xero z Markom Wakefieldom, je igral trobento. Njegova prva skupina se je imenovala Pricks, kasneje je igral v skupini Relative Degree s prijateljem Robom Bourdonom. Njegov cimer na Kalifornijski univerzi je bil Linkin Park-ov basist Dave Farrell.
Delson običajno na koncertih nosi slušalke, najverjetneje zaradi astetskih razlogov saj izgledajo, kot da med predstavo nimajo nobene funkcije. Slušalke sta naredila on in Shinoda, narejene so tako, da spreminjajo barvo z vsako skladbo.
1. ↑  Česko-Slovenská filmová databáze — 2001.